# گری تروزدیل
گری تروزدیل (انگلیسی: Gary Trousdale؛ زادهٔ ۸ ژوئن ۱۹۶۰) کارگردان، فیلم‌نامه‌نویس، پویانما و صدا پیشه اهل ایالات متحده آمریکا است. وی از سال ۱۹۸۲ میلادی تاکنون مشغول فعالیت بوده است.

## فیلم‌شناسی
- ابرذهن (۲۰۱۰ - special thanks)
- پاندای کونگ‌فوکار (۲۰۰۸ - special thanks)
- برآب‌رفته (۲۰۰۶ - additional story artist)
- ماداگاسکار (۲۰۰۵ - additional storyboard artist)
- گوژپشت نتردام (۱۹۹۶ - کارگردان)
- شیرشاه (۱۹۹۴ - داستان)
- علاءالدین (۱۹۹۲ - pre-production story development: CGI)
- دیو و دلبر (۱۹۹۱ - کارگردان)
- پری دریایی کوچولو (۱۹۸۹ - storyboard artist)
- الیور و دوستان (۱۹۸۸ - داستان)
- دیگ سیاه (۱۹۸۵ - inbetween effects artist)